# La mà de guido
La mà de guido es una editorial de música de Barcelona fundada en 1984 por el compositor Llorenç Balsach, nacido en Sabadell en 1953. El nombre "La mà de guido" ("la mano de Guido") proviene del sistema mnemotécnico en forma de mano que supuestamente utilizaba el monje Guido de Arezzo para enseñar música: la mano guidoniana.

## El programa informático de los orígenes
En realidad, la actividad originaria de la empresa fue la creación de un programa informático (La mà de guido Music Setting System) para la realización de partituras por ordenador. Este software ganó en 1984 el premio Simolog al mejor programa informático (Fundación Citema-SIMO) y se presentó internacionalmente en el año 1986 en la Feria Musical de Fráncfort (Frankfurt Musik Messe), y se convirtió así en uno de los tres primeros programas profesionales utilizados a nivel mundial por las editoriales de música de todo el mundo (los otros dos eran, por aquellos años, el americano SCORE y el alemán Amadeus). Durante los primeros años, la empresa se dedicó a la mejora de este programa (incluyendo una versión MIDI: La mà de guido Score Performance System) y a realizar el servicio de tipografía musical para editoriales.

## Como editorial
En 1988, La mà de guido inició sus propias publicaciones musicales centrándose en obras de 
, obras que en su mayoría veían la luz por primera vez. La editorial ha publicado desde entonces obras que permanecían inéditas de autores del siglo XVIII como Francesc Valls, Josep Pla, Francisco Marinero, Josep Fàbrega y Anselmo Viola; de compositores del siglo XIX como Ramón Carnicer i Batlle, Pedro Tintorer, Antoni Nogués, Juan Bautista Pujol, Felipe Pedrell y Josep Rodoreda; de la primera mitad del siglo XX como Enric Morera, Jaume Pahissa, Cristòfor Taltabull, Joan Massià, Agustín Borgunyó, Eduard Toldrà, Manuel Blancafort, Ricard Lamote de Grignon, Frederic Mompou y Joaquim Homs; y también una larga lista de compositores actuales como José Galeote, David Esterri, Miguel Castro Santafé, Anna Cazurra, Antoni Tolmos i Tena, Ramón Andreu entre otros.

## Grabaciones
En 1995, con la intención de plasmar sonoramente sus ediciones impresas, La mà de guido inició sus ediciones discográficas, y pronto se especializó en la recuperación del legado musical ibérico, con primeras grabaciones de compositores como Francesc Valls, Juan Bautista Comes, Joan Cererols, Pedro Rabassa, Alonso Lobo, Pedro Tintorer, Eduard Toldrà, Juan Manén, Ricard Lamote de Grignon y un largo etcétera.
Un año y medio después, en 1996, para dar cabida también a un repertorio musical misceláneo más amplio e internacional, y también para hacer una colección de música actual, la empresa creó el sello Ars Harmonica.
En el 2004, La mà de guido inició una línea discográfica de recuperación de registros históricos de intérpretes españoles gracias a la que pueden oírse grabaciones restauradas de intérpretes como Isaac Albéniz, Enrique Granados, Joaquín Malats, Frank Marshall, Eduard Toldrà, Pau Casals, Juan Manén y Joan Massià.

## Cifras de la producción hasta mediados del 2010
Desde sus inicios hasta la publicación de este artículo (junio del 2010), la editorial ha publicado unas 330 partituras y unos 300 CD.